# Chris Delaporte
Chris Delaporte és un director francès de pel·lícula d'animació 3D.

## Biografia
Chris Delaporte va estudiar a la Universitat d'Arts Plàstiques de París, i va fer diverses exposicions de les seves obres. El 1992, es va unir a Éric Chahi en el disseny del videojoc Heart of Darkness. Creen les textures dels gràfics en comptes d'utilitzar les de l'estudo.
El 1995, Chris Delaporte va llançar el projecte Kaena, la prophétie amb Patrick Daher. Aquest és el primer llargmetratge imatge animada franco-canadenc fet completament en 3D. La pel·lícula es va estrenar el juny de 2003.
Des d'aleshores, s'ha dedicat a dirigir nombroses pel·lícules publicitàries i està preparant un altre llargmetratge.

## Filmografia
Llargmetratges
- 2003 : Kaena, la prophétie

Curtmetratges
- Robo, Quad Production
- Puppet Dream

Clips
- Lost, per Emji